# Invazivne vrste
Invazivne vrste ili invazijske vrste su one vrste živih organizama koje dospevanjem u neko drugo stanište usled nedostatka prirodnih neprijatelja počinju nekontrolisano da se razmnožavaju i zauzimaju raspoložive ekološke niše. Invazivne vrste su nezavičajne vrste koje prirodno ne nastanjuju određene ekosisteme ili područja, nego su u njih dospele namernim ili nehotičnim unošenjem. Unošenje ili širenje strane vrste može negativno uticati na biološku raznolikost, zdravlje ljudi ili pričinjavati ekonomske štete na području na koje su unesene. Postoje i one koje u novim ekološkim nišama predstavljaju kompetitore i/ili predatore autohtonih vrsta.

## Pregled
Invazijske vrsti imaju nekoliko zajedničkih obeležja, koja ih čine sposobnim za osvajanje novih staništa i brzo širenje areala, kao što su:
- Brz rast;
- Brza reprodukcija;
- Visoka sposobnost biološkog širenja;
- Plastičnost fenotipa (mogućnost menjanja oblika rasta tako da odgovara trenutnim uslovima);
- Tolerancija širokog spektra okolinskih uslova (ekološke valence);
- Sposobnost da žive od širokog spektra tipova hrane (vrste generalista);
- Pridruženost ljudskim aktivnostima.[7]
- Prior successful invasions[8][9] Pri niskim gustinama populacije, može biti teško ostvariti reprodukciju i održavanja unesene vrste na novoj lokaciji, tako da je obično mogla biti donošena nekoliko puta, pre nego što postane ukorenjena. Ponovljeni obrasci ljudskog kretanja, kao što su brodovi koji plove do i od luke ili ponovljene automobilske vožnje dalje i iznad autocesta povećavaju mogućnosti za unošenje invazijskih vrsta (takođe poznat kao visoki propagacijski pritisak).[10][11][12][13]

Invazijske vrste mogu i značajno i direktno uticati na zdravlje ljudi. Najočitiji primer ovog uticaja predstavlja biljka ambrozija čiji je polen izraziti alergen koji uzrokuje burne alergije kod mnogih osetljivih ljudi. Čovek je svetom prenio i čitav niz virusa i bakterija, pa čak i sisara zbog kojih su pomrli milioni ljudi. Takvi su patogeni npr. virusi gripe, HIV-a, virus Zapadnog Nila itd.
Procenjuje se da šteta koju nanose invazijske vrste, u 27 zemalja članica EU-a iznose između 9,6 i 12 milijardi evra. Smatra se da je danas kontrola takvih vrsta i smanjivanje njihovog uticaja na domorodačke vrste i ukupne ekosisteme, jedan od najvećih izazova zaštite prirode u Evropi.

## Primeri invazijskih vrsta
Azijski tigrasti komarac, nutrija, ambrozija i afrički grivasti skakač (srodnik koze) samo su neke poznate strane i invazijske vrste na Zapadnom Balkanu, unesene izvan područja svog prirodnog areala, gde su dospele isključivo zahvaljujući namernom ili nenamernom posredovanju pomoći čoveka, a često i iz neshvatljivog nehata. Dobro poznat primer namernog unosa strane invazivne vrste je unos sunčanice i somića, koji su, umesto dekorativne namene, postali korovske vrste mnogih šaranskih ribnjaka. Na ostrvo Mljet je unesen indijski mungos u cilju biološke kontrole populacije zmija, prvenstveno poskoka, odnosno suzbijanja jedne vrste unošenjem druge. Samo 11 jedinki te vrste sisara iz reda zveri je uneseno 1910. godine. Kroz 20-tak godina uneseni mungos je uništio sve zmije na ostrvu i počeo da napada druge male divlje životinje uključujući ptice selice, ali i domaće životinje, „pa se mungos u proteklih stotinjak godina od spasonosnog tamanitelja zmija preobrazio u ljutog neprijatelja divljači i prirode uopšte“. Danas ga ima na pet jadranskih ostrva: Mljetu, Korčuli, Hvaru, Čiovu i drugdje, a unesen je i na poluostrvo Pelješac odakle se polako počeo širiti obalom.
Smuđ, zavičajna autohtona vrsta u rekama dunavskoga sliva, invazivna je npr. u vodama Neretvanskog (jadranskog) sliva, jer je u njima uljez – grabežljivac i u lancima ishrane postaje takmac autohtonim salnonidima. U drugoj polovini 20. veka je unesen u Ramsko jezero, a danas ga ima sve do Mostara, posebno u hidroakumulaciji Salakovac

### Invazijske biljke
- Pajasen ili kiselo drvo (Ailanthus altissima, (Mill.) Swingle) je jedna od najopasnijih invazivnih drvenastih biljaka na Balkanu. Potiče iz Kine, a u Evropu je unesen kao ukrasna biljka početkom 18. veka. Brzo raste, nema prirodnih neprijatelja, prilagođen je na sve vrste tla i kvalitet vazduha, a lučenjem otrova ailantona zaustavlja rast drugih biljaka u svom okruženju. Razmnožava se i vegetativno izbojcima iz korena pa se ista jedinka širi i nekoliko desetaka metara od matičnog stabla.
- Kanadska vrsta Conyza canadensis, (L. Cronquist) je jedna od najinvazivnijih, široko rasprostranjenjih biljaka, a pripada najbrojnijoj porodici glavočika (Asteraceae). Ova jednogodišnja, visoka zeljasta biljka, potiče iz Severne Amerike, a naraste i do 150 cm visine; na vrhu stvara cvast s brojnim malenim belo-žutim glavicama. Biljka stvara veliki broj sitnih dlakavih semenki, koje se vjetrom lako rasprostiru na velike udaljenosti.
- Srebrnolisna pomoćnica (Solanum elaeagnifolium, Cav.) jedna je od najinvazivnijih kopnenih biljaka Mediterana. Unesena je iz Severne i Južne Amerike. Najviše upada na polja sa poljoprivrednim kulturama, a posebno je opasna jer može prenositi niz bolesti, poput virusa krompira i žute uvijenosti lista paradajza. Svi su delovi te biljke su otrovni, a posebno plodovi, za ljude mogu biti i smrtonosni.
- Grozdasta kaulerpa (Caulerpa racemosa, (Forsskål) J.Agardh) je zelena morska alga poreklom iz tropskih i umereno toplih mora. Ona uspeva na gotovo svim tipovima dna, na dubinama do 70 m. Zabeležena je na stotinjak lokaliteta u Jadranu, uključujući i Malostonski kanal.

### Invazijske ribe
U kopnenim vodama Balkana dosad je zabeleženo nekoliko vrste riba koje su unesene iz drugih, čak i prekookeanskih populacija, od kojih neke veoma negativno utiču na domaće ekološke prilike, pa se zato smatraju invazijskim vrstama:
- Kalifornijska pastrmka je očit primer negativnog uticaja namerno unete strane ribe na autohtonu faunu, jer je postala takmac domaćim salmonisima, i predator sitnih riba i ostalih karika u lancima ishrane.
- Gambuzija (Gambusia holbrooki) je svojevremeno, početkom 20. veka unesena u Evropu iz Severne Amerike zbog biokontrole rasta populacija komaraca koji su prenosili malariju, a danas se smatra jednom od sto najopasnijih invazijskih vrsta.

Najčešće su:
- Sunčanica;
- Babuška;
- Crni somić;
- Beli amur:
- Bezrilica;
- Beli i sivi glavaš;
- Rečni glavočić;
- Glavočić;
- Keslerov glavočić.

## Odabrane invazijske vrste u svetu
- Kunići su stigli na brodovima koji su u Australiju dovozili kažnjenike. Najpre su ugrozili Tamsaniju, a zatim su se brzo proširili i na kontinent. Virus miksomatoza uvezen 1948. sveo je višemilionsku populaciju na podnošljivu meru.
- Kaktus opuncija (rod Opuntia) je u Australiju unet kao ukrasna biljka, a potom se izuzetno brzo proširio i uništio milione hektara pašnjaka. Njegovu brojnost su smanjili tako da su uvezli leptira Cactoblastits čija se larva hrani tkivom kaktusa.
- Doseljenici u Ameriku su sa sobom poneli i uobičajnu evropsku biljku gospinu travu. Ona se ubrzo proširila na milione hektara obradivog zemljišta. Za nju je pronađen neprijatelj mala evropska zlatica.

## Dodatna literatura
- Schierenbeck, Kristina A.; Lee, Carol Eunmi; Holt, Robert D. (2010). „Synthesizing ecology and evolution for the study of invasive species”. Evolutionary Applications. 3 (2): 96. Bibcode:2010EvApp...3...96S. PMC 3352476 . PMID 25567910. doi:10.1111/j.1752-4571.2010.00123.x.